# Flavia Pennetta
Flavia Pennetta (Brindisi, 25 febbraio 1982) è un'opinionista ed ex tennista italiana.
Considerata una delle tenniste italiane più forti di sempre, è stata vincitrice degli US Open 2015, diventando a 33 anni la tennista più anziana ad aggiudicarsi il primo Slam della carriera.
Nel corso della carriera ha vinto undici tornei del circuito maggiore in singolare (compreso il prestigioso torneo di Indian Wells), ha concluso quattro stagioni da numero uno d'Italia ed è stata numero 6 del mondo nel settembre del 2015, poco dopo il trionfo Slam; precedentemente era stata anche la prima tennista italiana a entrare nella top ten della classifica mondiale WTA, il 17 agosto del 2009.
Ottima doppista, è stata la prima italiana in assoluto ad avere raggiunto la posizione nº 1 del mondo nel febbraio del 2011, vincendo in tutto diciassette tornei del circuito maggiore tra cui anche un torneo del Grande Slam (Australian Open 2011) e i WTA Tour Championships 2010 a Doha, entrambi in coppia con l'argentina Gisela Dulko. È l'unica tennista italiana a essersi aggiudicata un torneo dello Slam sia in singolare che in doppio.
Si è inoltre aggiudicata quattro volte la Fed Cup con l'Italia (nel 2006, 2009, 2010 e 2013).

## Carriera

### Giovanili
Nel 1996 si mette in evidenza nelle categorie giovanili, aggiudicandosi il campionato italiano U14 di doppio. Nel 1997 vince il Campionato italiano U16 in singolare e in doppio. Affronta per la prima volta i tornei del circuito ITF (tre tornei), dove non va oltre il secondo turno. Assieme alla corregionale Roberta Vinci si aggiudica in doppio il Torneo Avvenire di Milano del 1997.
Nel 1998 perde al primo turno alle qualificazioni per gli Internazionali di Palermo. Disputa cinque tornei ITF raccogliendo tre quarti di finale e vincendo due titoli in doppio. Vince la coppa del mondo U18 in doppio. Assieme a Roberta Vinci si aggiudica l'incontro decisivo di doppio nella finale contro la Slovacchia di Fed Cup Junior, che permette all'Italia di conquistare il trofeo per la prima volta.
Nel 1999 fallisce le qualificazioni per gli Internazionali di Roma e Palermo. Si aggiudica i primi due tornei in carriera in singolare del circuito ITF (Grado e Cagliari) e altri due in doppio (terzo e quarto della carriera). Ancora in coppia con la Vinci si aggiudica il doppio del Roland Garros U18 e il trofeo Bonfiglio a Milano.

### 2000-2008
Nel 2000, il giorno del diciottesimo compleanno, entra fra le professioniste. Prova le qualificazioni in cinque tornei WTA, tra cui Wimbledon, Roma e Palermo, ma fallisce. Disputa dodici tornei ITF e raggiunge i quarti di finale solamente in tre. Raggiunge la finale ai campionati italiani di Roseto.
Il 2001 è un'annata sottotono: complice una intossicazione alimentare, raggiunge la finale in singolare solo al torneo di Alghero e un'altra semifinale ITF.
Invece il 2002 è un anno migliore: si aggiudica tre tornei ITF da 50 000 (Ortisei, Fano, Biella) e uno da 10 000 (Roma Lanciani). In doppio vince cinque titoli: Brindisi, Fano e Bordeaux in coppia con la romena Andreea Vanc, nel Bronx con la estone Ani e al Roma Lanciani con Claudia Ivone. Come nº 215 esordisce nel WTA Tour a Memphis, ma fallisce al primo turno contro la nº 131 Asagoe. Perde al secondo turno delle qualificazioni per Wimbledon. Perde contro la nº 122 e nº 8 del seed Beigbeder a Palermo. A Sopot, come nº 138 del mondo, elimina la nº 55 Poutchek al primo turno, per poi perdere contro la nº 55 russa Zvonarëva. Fallisce le qualificazioni per gli US Open. Questi risultati la portano al 95º posto in singolare (11 novembre) e al 129º in doppio (14 ottobre).
Il 2003 dovrebbe darle la consacrazione. Afferma "Voglio arrivare a fine 2003 tra le prime 50 tenniste al mondo". L'avvio di stagione è buono, ma a causa di alcuni infortuni, di un calo di concentrazione e di una condizione di forma che tarda a ritrovare non riesce a mantenere il suo intento. Raggiunge comunque la prima semifinale in carriera a febbraio ed esordisce in marzo in Federation Cup con la maglia azzurra, ottenendo tre vittorie in tre incontri disputati.
Nel 2004 arriva la prima vittoria in carriera in un torneo del circuito WTA. Si è presentata per tre volte in finale nel 2004, ad Acapulco, a Palermo e a Sopot, vincendo quest'ultima. La sua stagione inizia due settimane dopo a causa di un infortunio ma la sua condizione è precaria e guadagna pochissimi punti. Poi escono la sua rabbia agonistica e la sua eccellente condizione, che le permettono di ottenere buoni risultati fino al torneo di Vienna, dove ancora una volta si infortuna. Trascorre un mese difficile, ma ritorna in condizione e conquista due finali in tre settimane. A fine stagione, molto stanca, non riesce a migliorare ancora la sua classifica mondiale e mantiene un 38º posto utile a consolidarsi tra le migliori 50 dell'anno e a presentarsi nel 2005 come atleta competitiva.
Il 2005 è sicuramente una delle sue migliori annate: vince i tornei di singolo di Acapulco e Bogotà. In coppia con Elena Dement'eva si aggiudica il torneo di doppio a Los Angeles e, sempre in coppia con la russa, arriva in finale all'US Open. L'8 agosto raggiunge il 23º posto nella classifica mondiale di singolo, mentre in quella di doppio il 22º il 14 novembre.
Nel 2006 arriva la vittoria in maglia azzurra. Vince con l'Italia la Federation Cup battendo il Belgio di Justine Henin per 3-2. In squadra con lei le altre tre azzurre Francesca Schiavone, Mara Santangelo e Roberta Vinci, capitanate da Corrado Barazzutti. Raggiunge i suoi migliori piazzamenti in classifica mondiale WTA: numero 16, il 30 gennaio, per il singolo e numero 14, il 10 luglio, per il doppio.

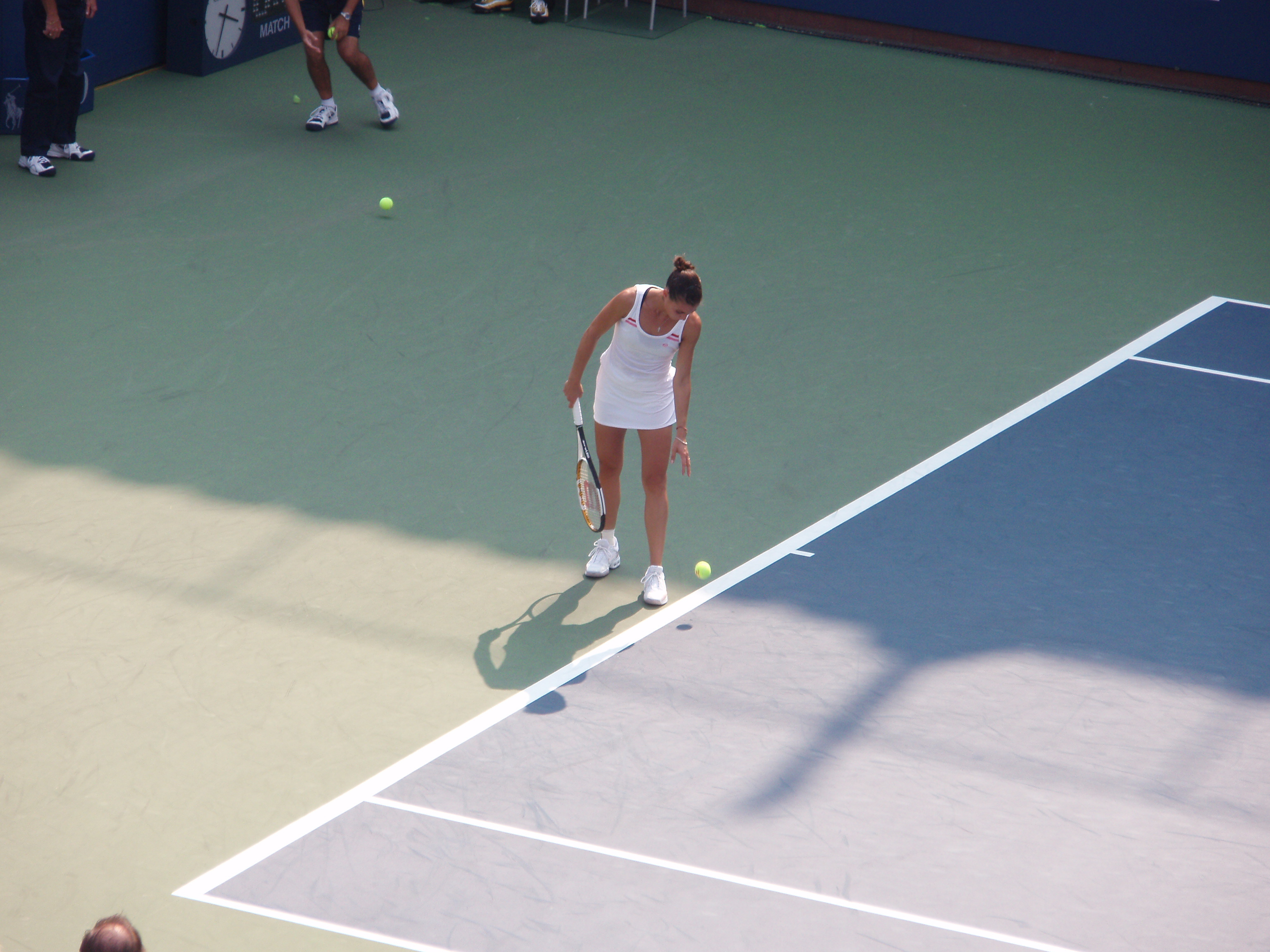
Flavia Pennetta prepara il servizio agli US Open 2007

Il 2007 risulta essere un po' problematico. Dopo un'operazione al polso subita alla fine dell'anno precedente non riesce a tornare ai suoi livelli e sfiora l'uscita dalle migliori cento scivolando al numero 92, con tredici sconfitte consecutive al primo turno. Si riscatta alla fine dell'anno vincendo il torneo di Bangkok (cemento) superando Shahar Peer e Venus Williams.
All'inizio del 2008 continua il buon periodo di forma e vince i tornei di Viña del Mar in Cile e Acapulco (per la seconda volta), superando in finale la ceca Klára Koukalová (6-4 5-4 rit.) e la francese Alizé Cornet (6-0 4-6 6-1). Partecipa con la nazionale azzurra alle Olimpiadi di Pechino 2008 sia nel singolo, dove viene eliminata al primo turno, sia nel doppio, dove in coppia con Francesca Schiavone esce ai quarti di finale (sconfitte dalle sorelle Bondarenko). Il 16 ottobre al torneo di Zurigo batte la nº 1 del mondo Jelena Janković al terzo set; viene poi battuta in finale da Venus Williams. Al torneo di Los Angeles arriva in finale, perdendo però contro la russa Dinara Safina (6-4 6-2). A settembre raggiunge il miglior risultato in una prova dello Slam, raggiungendo i quarti di finale agli Us Open.

### 2009: l'ingresso nelleTop 10

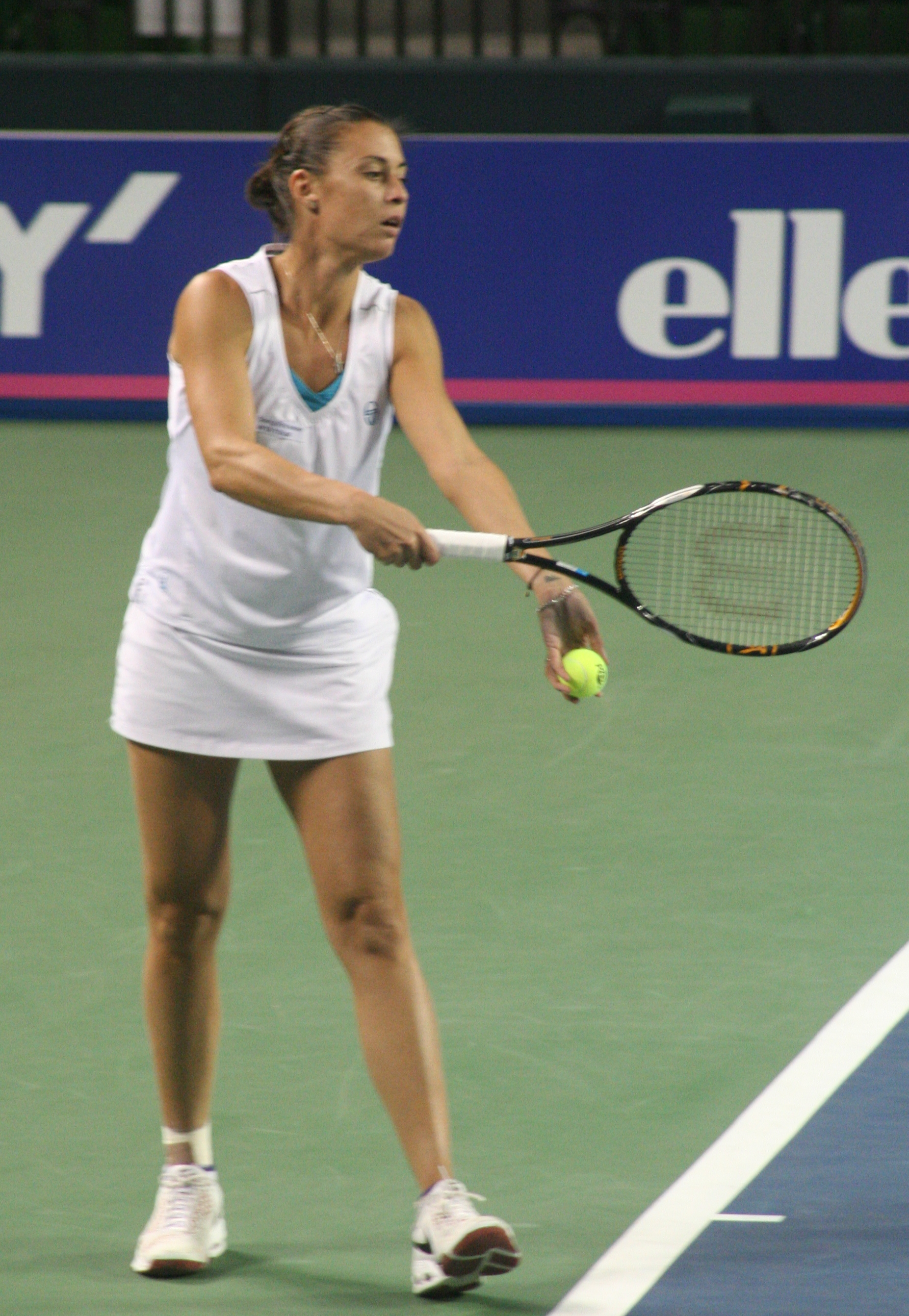
Flavia Pennetta a Tokyo nel 2009

Il 9 febbraio 2009 raggiunge l'undicesima posizione del ranking. A Wimbledon il 27 giugno viene eliminata al terzo turno dalla francese Amélie Mauresmo in due set (7-5 6-3). Il 19 luglio vince il suo settimo torneo WTA Palermo battendo in finale la connazionale Sara Errani in due set con il punteggio di 6-1 6-2.
Il 9 agosto si aggiudica il torneo di Los Angeles dopo avere battuto Nadia Petrova, Vera Zvonarëva nei quarti di finale, e Marija Šarapova in semifinale. In appena un'ora e 21 minuti sconfigge l'australiana Samantha Stosur (6-4 6-3), guadagnando così il giorno seguente la posizione nº 12 della classifica WTA.
Sconfiggendo nel successivo torneo di Cincinnati Venus Williams negli ottavi di finale eguaglia il punteggio della numero 10 del ranking Ana Ivanović, ma dato che la WTA non ammette ex aequo non entra nelle top-10 a causa dei migliori risultati della serba nei tornei del Grande Slam. La garanzia dell'entrata della tennista pugliese nella top ten (prima tennista italiana a riuscirci) slitta solo di un giorno e coincide con il successo ai quarti di finale sulla slovacca Daniela Hantuchová. Tra le prime dieci tenniste del mondo era entrata nel 1949 Annalisa Bossi, quando le graduatorie mondiali erano però stilate da un gruppo di giornalisti, quindi con un sistema poi abbandonato. Questa serie di quindici vittorie consecutive nel circuito WTA è la più lunga della storia per una tennista italiana.
La settimana successiva, nel torneo di Toronto, la brindisina supera agevolmente il primo turno battendo la russa Marija Kirilenko con il risultato di 6-3 6-3. Al secondo turno invece, complice la fatica di una lunga serie di incontri, si arrende alla francese Amelié Mauresmo per 6-3 6-1.
Il 6 settembre si qualifica nuovamente per i quarti di finale dello US Open, battendo negli ottavi di finale la russa Vera Zvonarëva in tre set. In questa occasione Flavia riesce nell'impresa di annullare nel secondo set ben sei match-point alla rivale russa. Flavia, dopo avere vinto il set al tie-break, riesce a concludere agevolmente l'incontro 6-0 al terzo. Nel turno successivo viene eliminata dalla statunitense Serena Williams, nº 2 mondiale e grande favorita del torneo, in due set (6-4 6-3) decisi da due soli break.
L'8 novembre vince con l'Italia la seconda Fed Cup; sono decisive le vittorie sulla Glatch e sulla Oudin rispettivamente per 6-3 6-1 e 7-5 6-2.

### 2010: nono titolo in carriera e successi nel doppio

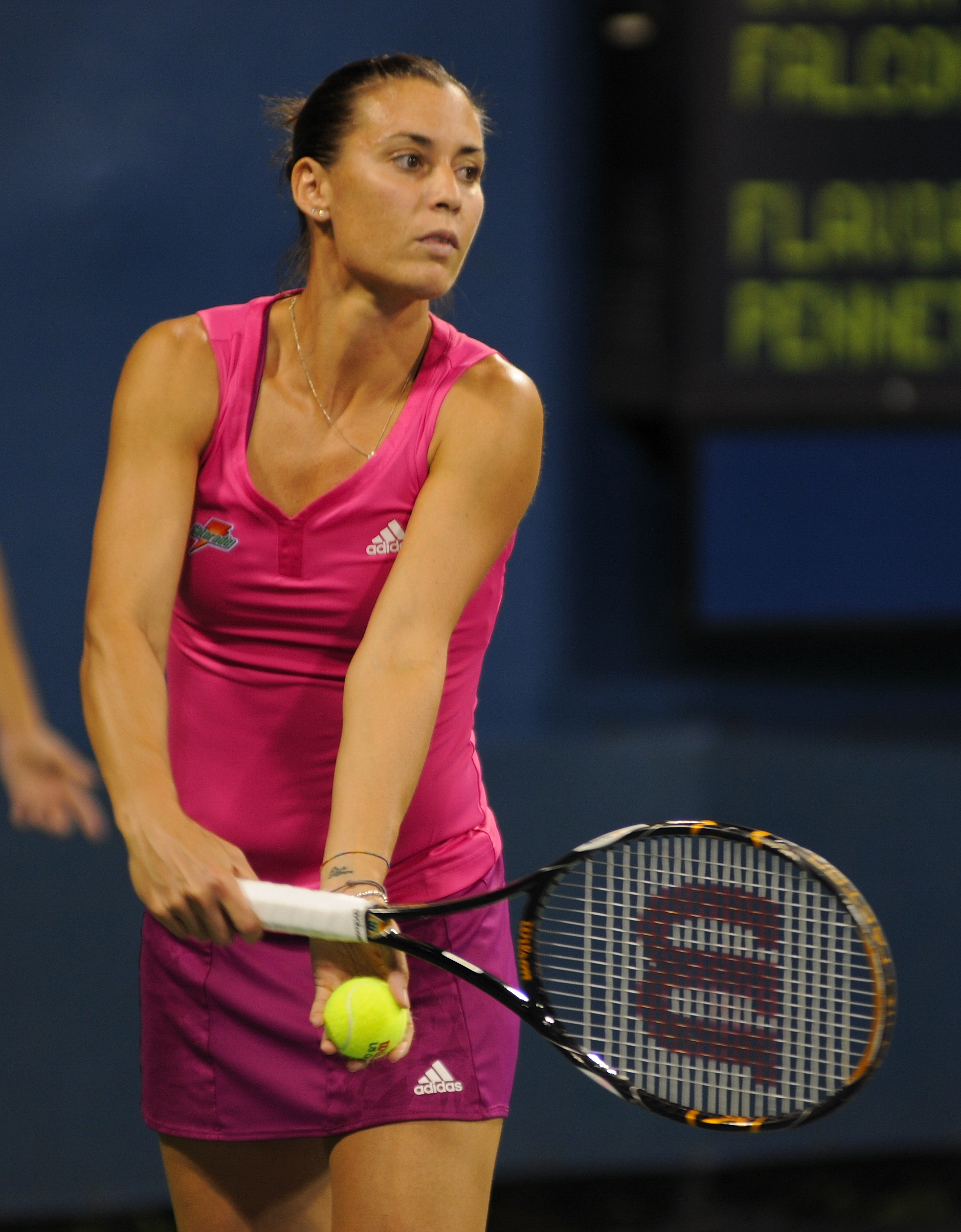
Pennetta nel 2010

Il 2010 si apre con buone prestazioni, come la finale al torneo di Auckland (sconfitta poi da Yanina Wickmayer) e la semifinale di Parigi (sconfitta al terzo set da Lucie Šafářová). Il 4 aprile vince la finale di doppio a Miami, in coppia con Gisela Dulko, battendo la coppia Petrova/Stosur con il punteggio 6-3 4-6 10-7. L'11 aprile a Marbella sconfigge in finale 6-2 4-6 6-3 la spagnola Carla Suárez Navarro e conquista il nono titolo WTA in carriera nel singolare.
A maggio conquista prima il torneo di Stoccarda battendo in finale la coppia Peschke/Srebotnik, mentre la settimana successiva vince a Roma gli Internazionali d'Italia sconfiggendo in finale le spagnole Martinez Sanchez/Llagostera Vives per 6-4 6-2. Nel successivo torneo di Madrid arriva ancora in finale nel doppio, dove viene sconfitta dalle sorelle Williams. A fine mese giunge agli ottavi di finale del torneo parigino del Roland Garros finendo sconfitta, dopo una partita durata tre ore, dalla danese di origini polacche Caroline Wozniacki, n.3 del mondo, con il punteggio di 6-7 7-6 2-6. Il lunedì successivo (7 giugno) torna a essere per la seconda volta n.10 del mondo nella classifica WTA.
Il 15 giugno viene eliminata al primo turno del torneo di Eastbourne dalla russa Ekaterina Makarova, poi vincitrice del torneo. Il 21 giugno 2010 entra per la terza volta nella Top Ten alla posizione n.10.
Al torneo di Wimbledon, dal 22 giugno, spreca una grandissima occasione procurata dal tabellone: dopo avere superato Anabel Medina Garrigues e Monica Niculescu si arrende contro la sorpresa Klára Koukalová, che aveva eliminato anche la testa di serie Aravane Rezaï. Prosegue invece la sua avventura nel tabellone del doppio con la Dulko approdando alle semifinali, dove però viene sconfitta per 6-3 6-1 dalla coppia russa Vera Zvonarëva / Elena Vesnina.
In seguito raggiunge la finale a Palermo e la semifinale a Båstad. Sul cemento americano ottiene la semifinale nel torneo di San Diego e i quarti di finale a Cincinnati.
Il 22 agosto vince il torneo di Montréal contro Květa Peschke e Katarina Srebotnik in tre set 7–5, 3–6, [12–10]. È il suo undicesimo titolo WTA nel doppio. Lei e la Dulko sono ormai stabilmente la coppia n.1 del mondo nel doppio, avendo ampiamente superato nel punteggio in classifica anche la coppia formata dalle sorelle Williams.
Agli US Open viene eliminata al terzo turno in due set dall'israeliana Shahar Peer e il 23 ottobre vince l'ennesimo torneo di doppio a Mosca. Una settimana più tardi le due tenniste si aggiudicheranno, a Doha, il Masters di doppio, la prima affermazione in assoluto di un tennista italiano in questo genere di competizione, battendo in finale la coppia Peschke/Srebotnik. Grazie a questo successo chiude l'anno al secondo posto del ranking di specialità, dietro solo alla compagna di doppio argentina Gisela Dulko.
Il 7 novembre si aggiudica con la nazionale italiana la Fed Cup dopo avere battuto in finale la squadra statunitense. Decisiva per la vittoria è stata l'affermazione di Flavia contro la giovane americana Coco Vandeweghe dopo aver sconfitto il giorno prima Bethanie Mattek-Sands.

### 2011: prima vittoriaSlamnel doppio e n. 1 del mondo in doppio

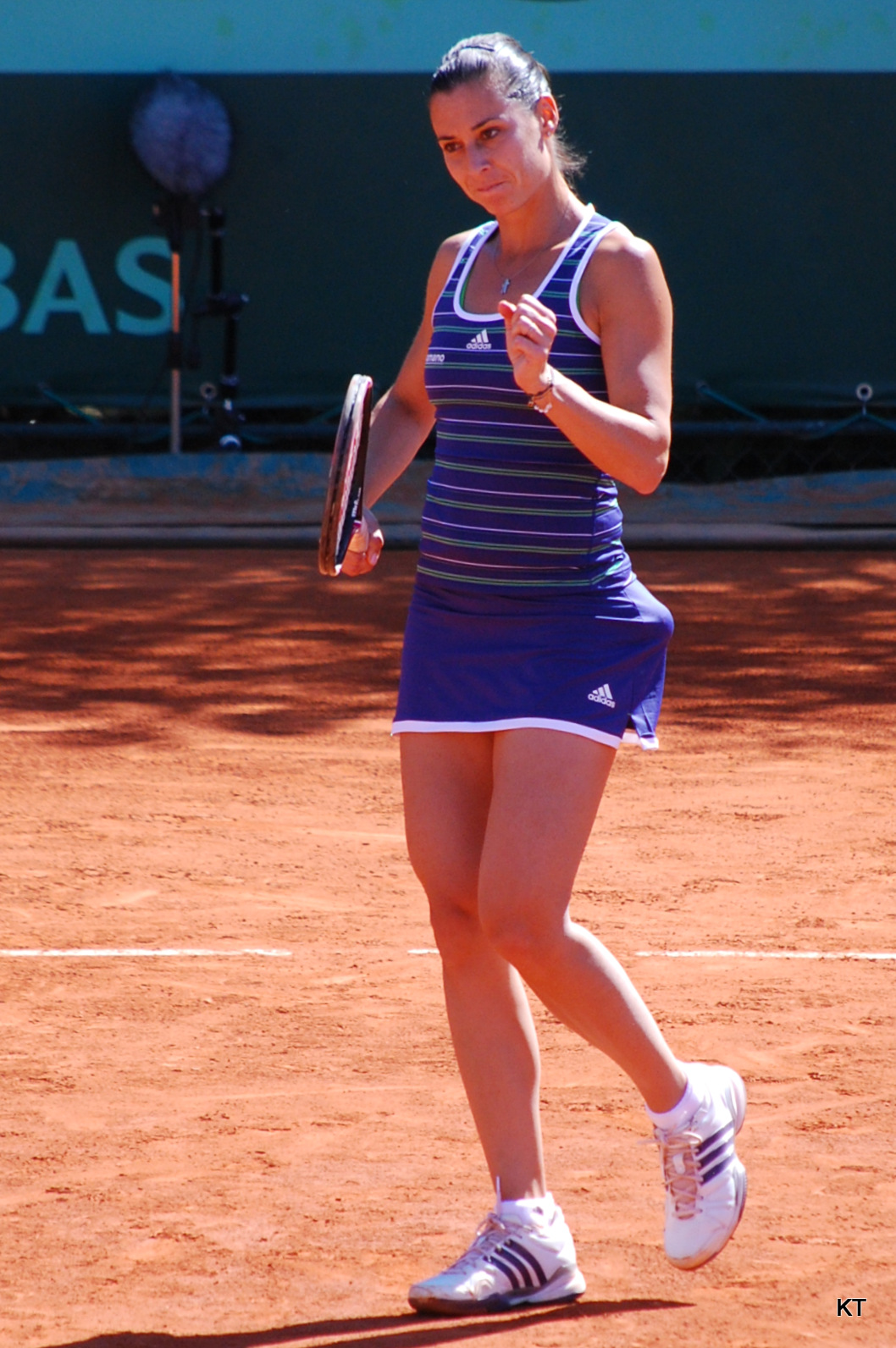
Flavia Pennetta dopo la vittoria di un punto all'Open di Francia 2011

Agli Australian Open, nel torneo di singolare, raggiunge gli ottavi di finale battendo Anastasija Rodionova, Lourdes Domínguez Lino e Shahar Peer, ma viene poi eliminata in tre set dalla giovane e talentuosa tennista ceca Petra Kvitová, fresca vincitrice del torneo di Brisbane (e vincitrice, la settimana successiva agli Australian Open, al torneo indoor di Parigi).
Trionfo invece nel torneo di doppio, dove con la compagna Gisela Dulko si aggiudica il primo Slam in carriera sconfiggendo in finale per 2-6, 7-5, 6-1 la coppia formata da Viktoryja Azaranka e Marija Kirilenko. È la prestigiosa conferma del loro primato, a pari punti, in vetta alla classifica WTA di doppio.
Il 28 febbraio 2011 diventa n.1 nel doppio, classifica delle singole tenniste, con 10 070 punti, ex aequo con Gisela Dulko, prima italiana della storia (primato sia femminile sia maschile).
Nel mese di marzo gioca in America. Dapprima viene eliminata al terzo turno a Indian Wells dalla russa Alisa Klejbanova; in seguito a Miami viene sconfitta al secondo turno dalla ceca Iveta Benešová.
Nel mese di aprile Pennetta avrebbe dovuto difendere i punti del torneo di Marbella di cui era la detentrice, ma non ha partecipato all'evento per uno strappo al muscolo della spalla. L'italiana torna in campo all'inizio di maggio in occasione del torneo di Madrid, ma viene eliminata al primo turno dalla spagnola Arantxa Parra Santonja. A Wimbledon, dopo avere battuto Irina Begu e Lourdes Domìnguez, perde contro Marion Bartoli dopo una grande partita per 7-5 4-6 7-9.
Agli Us open supera il primo e il secondo turno; al terzo trova Marija Šarapova, testa di serie numero 3, e dopo una bella partita Pennetta si impone per 6-3 3-6 6-4. Al quarto turno batte la cinese Peng Shuai per 6-4 7-6 (8-6) superando un momento molto critico al termine del secondo set. Dopo avere accusato un malessere per il caldo-umido e la elevata temperatura (il match si è giocato dalle 11 del mattino sotto il sole) e avere ricevuto anche due warning per perdita di tempo mentre cercava di recuperare a fondo campo da questo momento di debolezza Flavia ha giocato un tie-break indimenticabile. Sotto per 0-5 e poi per 2-6 ha annullato quattro set-point alla sua avversaria portandosi sul 6-6 grazie a un passante di diritto, per sua stessa ammissione leggermente steccato; un diritto vincente (7-6) seguito da un errore della cinese (8-6) l'hanno proiettata nei quarti di finale. Dopo due giorni di attesa per la pioggia che ha bloccato tutto il torneo Flavia ha giocato una partita condita da troppe occasioni perse soprattutto nel terzo set con la mancina ventitreenne tedesca Angelique Kerber. È stata la numero 92 del ranking femminile a raggiungere la semifinale, battendo 6-4 4-6 6-3 Pennetta che ha dovuto salutare lo US Open con il grande rammarico di una semifinale alla portata non raggiunta per una prestazione troppo altalenante al cospetto di un'avversaria abbordabile.

### 2012: l'infortunio al polso
Flavia inizia la stagione arrivando in finale al torneo di Auckland contro la cinese Zheng Jie, ma a causa di un problema muscolare alla schiena è costretta al ritiro sul 6-2, 3-6, 0-2. A causa di questo problema fisico rinuncia a partecipare al torneo di Sydney. Il 16 gennaio Flavia perde al primo turno dell'Australian Open contro Nina Bratčikova, atleta proveniente dalle qualificazioni, con il punteggio di 3-6, 6-1, 2-6. Dopo la breve tappa australiana la brindisina decide di non affaticare ulteriormente la schiena e quindi di saltare l'impegno da singolarista in Fed Cup. L'Italia, schierate Francesca Schiavone e Sara Errani per affrontare l'Ucraina sulla terra rossa indoor di Biella, si ritrova sul punteggio di 2-2, dopo le impressionanti e inaspettate vittorie di Lesja Curenko nei due singolari contro le azzurre. Flavia viene allora chiamata a giocare il doppio decisivo, in coppia con l'amica Roberta Vinci, contro la coppia Savchuk-Tsurenko. Dopo essersi aggiudicate il primo set, vinto per 7-5, le azzurre subiscono il ritorno di fiamma delle avversarie che dominano il secondo parziale, vincendolo per 6-0. Il terzo è un assolo della coppia italiana che salva la squadra, vincendolo 6-1. Flavia gioca il torneo di Doha in Qatar dove, dopo avere estromesso al primo turno la testa di serie nº 11 Dominika Cibulková 7-5 al terzo set, viene sconfitta al secondo ostacolo da un'ispirata Kateryna Bondarenko, proveniente dalle qualificazioni. Pennetta vola a Dubai, dove esce di scena al secondo turno per mano dell'ex nº 1 del mondo Jelena Janković, dopo avere sprecato un vantaggio di 3-1 nel primo set e una poco convincente prestazione della serba. Finita la trasferta araba Flavia decide di partecipare al torneo di Acapulco, dove disputò quattro finali e due volte riuscì a conquistare il trofeo. Come da pronostico Pennetta non si fa cogliere di sorpresa dalle avversarie meno quotate e arriva in finale avendo perso solo un set in tutto il torneo. Dall'altra parte della rete si trova l'amica e compagna di Fed Cup Sara Errani, reduce da un ottimo avvio di stagione. Il derby azzurro dà origine a una finale emozionante, soprattutto nei primi due set. La freschezza atletica della giovane romagnola vince sull'esperienza della brindisina, che perde la sua seconda finale stagionale.

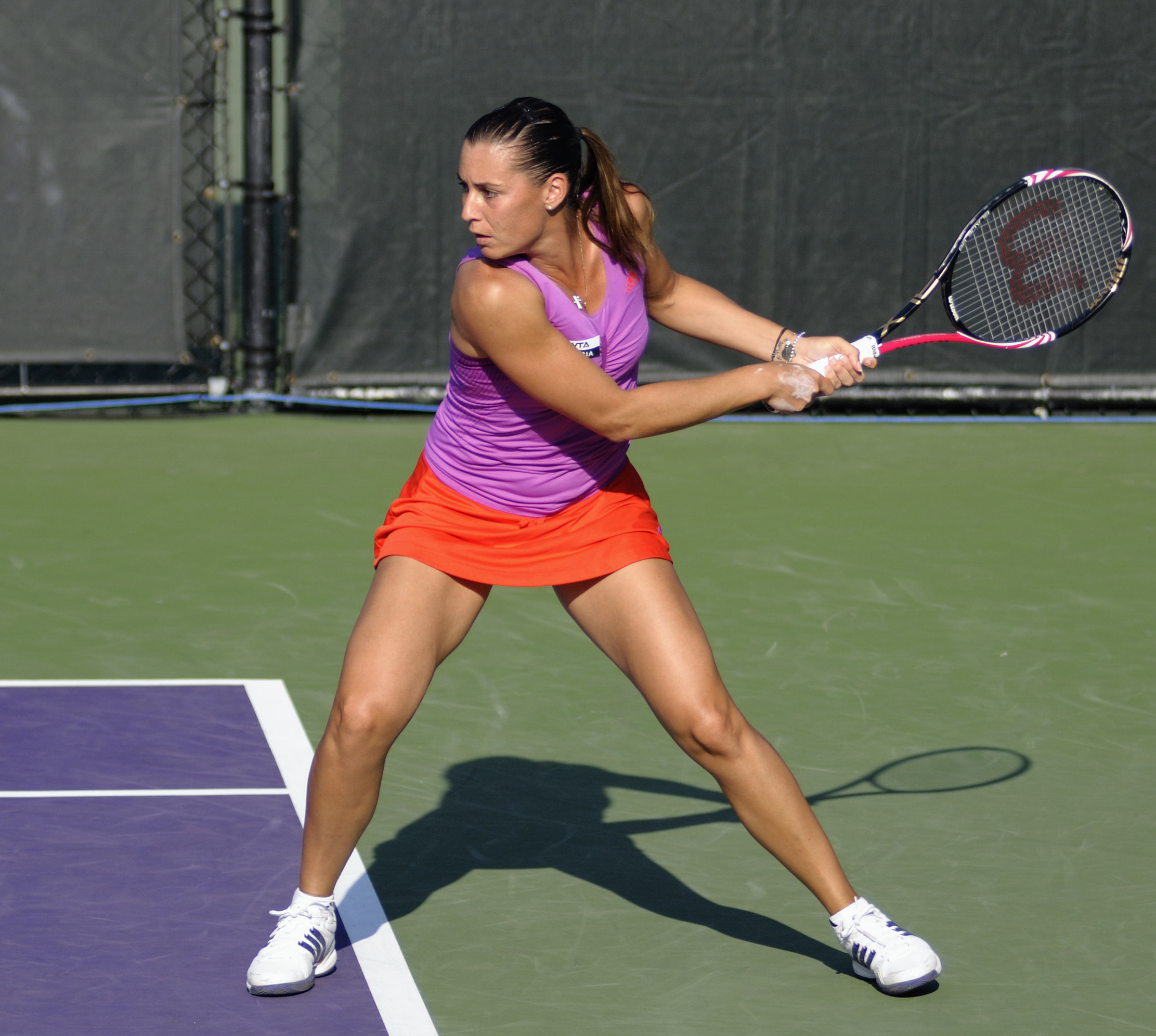
Flavia Pennetta a Miami nel 2012

Il risultato finale a favore di Errani è 5-7 7–6(2) 6-0. Finita la breve parentesi sulla terra rossa Flavia si reca in America per disputare i ricchi tornei di Indian Wells e Miami, senza ottenere però risultati eccezionali. Infatti viene eliminata al terzo turno rispettivamente da Agnieszka Radwańska in due set e dalla Muguruza Blanco (diciottenne spagnola nº 208 WTA) otto punti a sei nel tie break del terzo set.
A Roma, sostenuta in ogni partita dal pubblico del campo intitolato a Nicola Pietrangeli, abbatte una dopo l'altra Kirilenko, Stephens e Cetkovska, prima di ritirarsi sullo 0-5 del primo set contro Serena Williams nei quarti di finale: il polso le causa ancora problemi.
Non vanno meglio le cose al Roland Garros, perché l'azzurra ritrova Angelique Kerber, nel frattempo diventata top ten, al terzo turno. È la seconda sconfitta contro la tedesca, ma è di nuovo una sconfitta in uno Slam, e ancora in tre set, con la differenza che stavolta si fa rimontare il set di vantaggio. Ancora più breve è l'avventura al Torneo di Wimbledon, dove esce subito per mano di Camila Giorgi.
Non può partecipare all'US Open 2012 per un problema al polso. Il 31 agosto si opera in una clinica di Barcellona allo scafo lunare del polso destro.

### 2013: la rinascita
Flavia torna a giocare un match ufficiale al torneo di Bogotá, dove viene eliminata al secondo turno da Lara Arruabarrena dopo avere eliminato al primo turno la russa Aleksandra Panova per 4-6, 6-3, 6-3. Partecipa anche al torneo di Acapulco, ma viene eliminata al primo turno in due set (5-7, 3-6) per mano della spagnola numero 7 del tabellone Lourdes Domínguez Lino.
Partecipa al torneo di Indian Wells, ma esce al primo turno per mano dell'amica Francesca Schiavone con il punteggio di 5-7, 1-6; mentre al torneo di Miami partecipa, superando al primo turno la svedese Johanna Larsson per 6-4 6-1, ma viene sconfitta al secondo turno da Serena Williams per 1-6, 1-6.

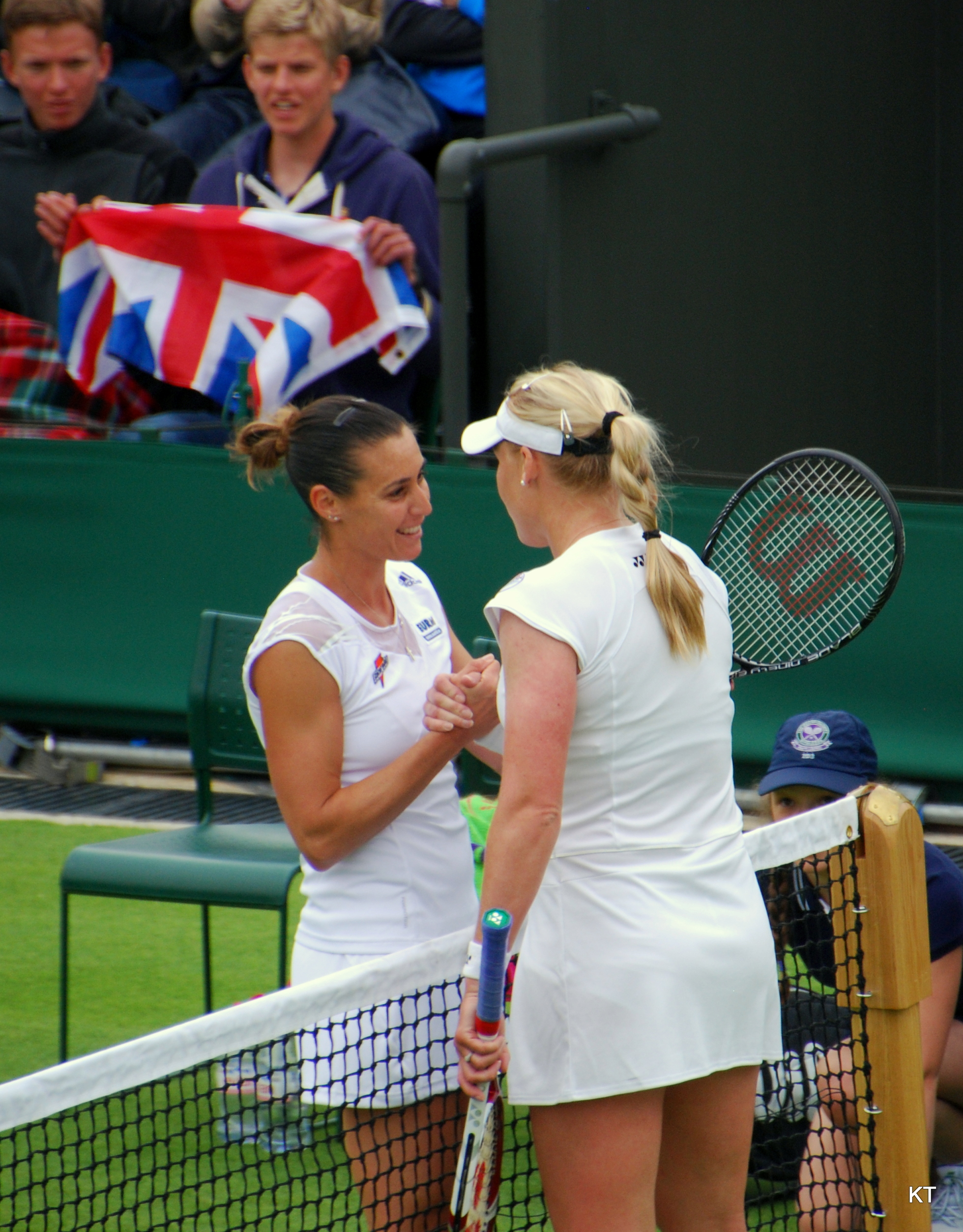
Flavia Pennetta dopo avere sconfitto all'esordio Elena Baltacha a Wimbledon 2013

Raggiunge il secondo turno anche a Marrakech, dove viene sconfitta dalla detentrice del titolo Kiki Bertens per 7-6, 4-6, 6-4, mentre a Madrid viene subito eliminata da Kaia Kanepi per 6-3, 6-7, 6-2.
Grazie a una wild card entra nel tabellone principale di Roma dove non riesce a difendere i punti dell'anno precedente, quando aveva raggiunto i quarti, a causa dell'immediata eliminazione subita da Sloane Stephens con un duplice 6-3.
Scesa al 158º posto nel ranking mondiale è costretta ad affrontare le qualificazioni del torneo di Strasburgo dove, conquistato l'accesso al tabellone principale, si spinge fino alle semifinali (che raggiunge per la prima volta dopo il torneo di Acapulco, nel febbraio del 2012) dove viene eliminata dalla ceca Lucie Hradecká per 6-3, 3-6,1-6.
A giugno, al Torneo di Wimbledon, batte Elena Baltacha, Viktoryja Azaranka (per forfait) e Alizé Cornet. Al quarto turno sfida Kirsten Flipkens per approdare ai quarti di finale ma cede alla tennista belga per 6-7, 3-6.
Nel mese di luglio prende parte al torneo di Palermo affrontando al primo turno Klára Koukalová. Dopo avere perso il primo set l'azzurra vince il secondo e si porta avanti di due break nel terzo ma poi cede di schianto uscendo di scena per 2-6, 6-2, 3-6.
Disputa la seconda semifinale dell'anno a Bastad, dove elimina Mariana Duque Mariño, Simona Halep (testa di serie numero due, che si ritira durante il terzo set), Virginie Razzano, prima di perdere in tre set con la svedese Johanna Larsson. Conquista invece la finale nel doppio in coppia con Alexandra Dulgheru (persa contro la coppia numero 1 del tabellone Medina Garrigues/Koukalová): per Flavia, tra singolare e doppio, è la prima finale del 2013, giunta quindici mesi dopo quella tutta italiana di Barcellona nell'aprile del 2012, persa in coppia con la Schiavone contro Sara Errani e Roberta Vinci.
Agli U.S. Open raggiunge la semifinale (la prima in uno slam) senza cedere neppure un set, eliminando nei quarti la connazionale Roberta Vinci (nº 10 del seeding) con il punteggio di 6-4, 6-1. Il suo eccellente torneo si chiude al penultimo atto per mano di Viktoryja Azaranka (6-4, 6-2).

### 2014: la vittoria a Indian Wells

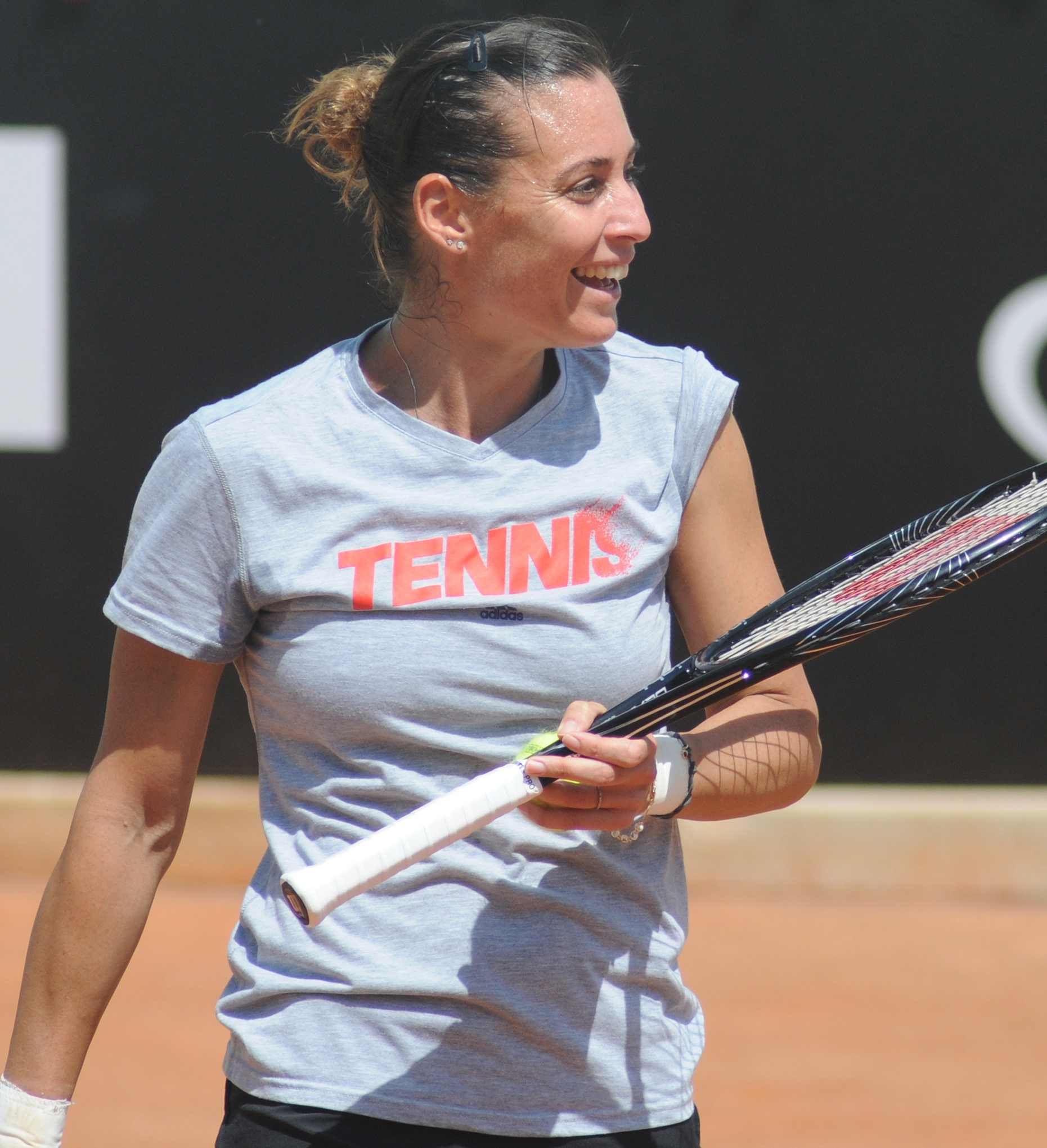
Flavia Pennetta nel 2014 a Roma

Pennetta inizia il 2014 con l'esibizione della Hopman Cup rappresentando l'Italia. Riesce a vincere solo un incontro in singolare e così la squadra azzurra viene eliminata. Agli Australian Open Flavia disputa un'eccellente prova: elimina al primo turno la rumena Alexandra Cadanțu, al secondo estromette Mónica Puig, al terzo annichilisce la tedesca Mona Barthel e batte agli ottavi con il punteggio di 6-1 4-6 7-5 la Kerber. Si ferma ai quarti battuta da Li Na, futura vincitrice dello slam.
A Doha viene eliminata subito da Hsieh Su-wei in due set mentre a Dubai l'azzurra deve conquistarsi l'accesso al main draw tramite le qualificazioni, superate le quali elimina in sequenza Kaia Kanepi, la numero 2 del tabellone Agnieszka Radwańska, prima di essere battuta ai quarti di nuovo dalla futura vincitrice del torneo: Venus Williams.
Nel mese di marzo l'azzurra conquista per la prima volta nella sua carriera un Torneo WTA Premier Mandatory a Indian Wells, battendo in finale Agnieszka Radwańska con il punteggio di 6-2 6-1, ottenendo così il 10º titolo in carriera. Nel corso di tale evento batte nell'ordine: Taylor Townsend (6-4 6-7 6-3), Samantha Stosur (6-4 3-6 6-1) Camila Giorgi (6-2 6-1), Sloane Stephens (6-4 5-7 6-4), Li Na (7-6 6-3). La vittoria la innalza al 12º posto del ranking WTA.
Nel successivo Premier di Miami, dopo avere goduto di un bye nel primo turno e dopo avere eliminato la qualificata bielorussa Vol'ha Havarcova, viene eliminata al terzo turno da Ana Ivanović per 6-4 6-3.
Partecipa agli Internazionali BNL d'Italia. Viene battuta agli ottavi da Jelena Janković con un punteggio di 6-2 6-3 dopo avere sconfitto Meusburger e Bencic.

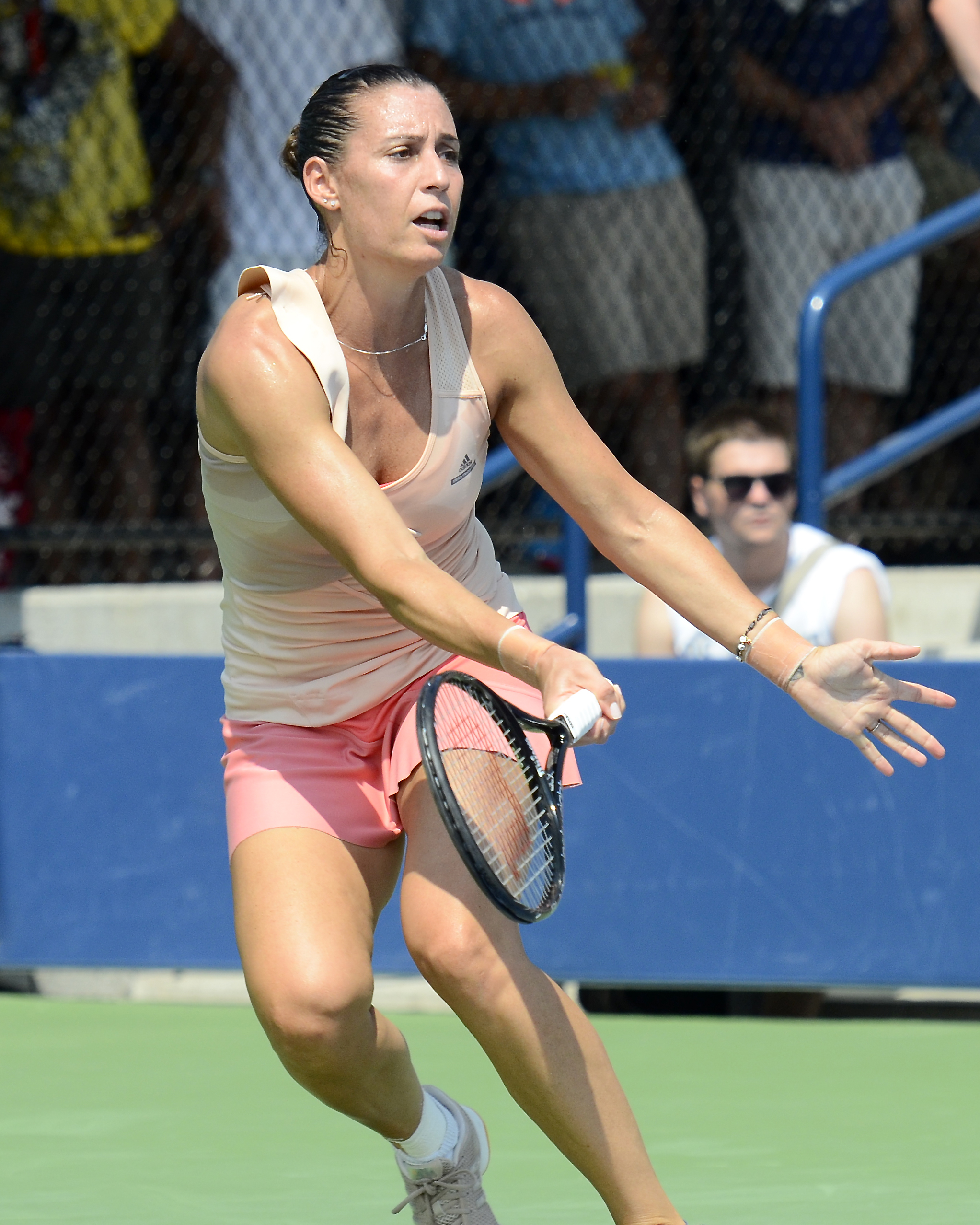
Flavia Pennetta agli US Open 2014

Un piccolo calo arriva nella parte centrale della stagione, dove esce al secondo turno sia al Roland Garros sia a Wimbledon. Si riscatta agli US Open, dove raggiunge i quarti di finale per la quinta volta in carriera, sconfitta solo da Serena Williams. Disputa un ottimo torneo anche in doppio, dove raggiunge la finale insieme all'ex numero uno del mondo Martina Hingis, sconfitte dalle russe Ekaterina Makarova ed Elena Vesnina.
Nel torneo cinese di Wuhan esce subito al primo turno, ma si riscatta in doppio vincendo il titolo, il 16º della carriera, sempre in coppia con la Hingis. Le cose non vanno meglio a Pechino, dove viene sconfitta al secondo turno.
Pennetta-Hingis partecipano poi nel torneo di doppio a Tientsin come prime teste di serie; vengono però sconfitte ai quarti di finale, non riuscendo quindi a qualificarsi per il Masters di fine anno a Singapore.
Partecipa come terza testa di serie all'ultimo WTA Premier dell'anno a Mosca; dopo un bye al primo turno cede a Camila Giorgi per 7-6 6-4 in un match di altissimo livello tecnico. Si riscatta in doppio vincendo il titolo con Martina Hingis, il secondo della stagione per la coppia italo-svizzera.
Grazie a una wild card prende parte al WTA Tournament of Champions di Sofia, detto anche "Masters B", come terza testa di serie. Esordisce battendo Alizé Cornet 6-1 6-2, mentre viene sconfitta da Garbiñe Muguruza per 0-6 6-1 6-1. Successivamente batte Karolína Plíšková 6-1 6-3 e si qualifica per le semifinali dove supera l'amica Carla Suárez Navarro per 6-4 6-2. In finale viene però rimontata e sconfitta dalla tedesca Andrea Petković per 1-6 6-4 6-3.
Chiude l'anno al nº 12 in classifica dopo cinque anni dall'ultima volta (Pennetta chiuse la stagione da nº 12 del mondo in singolare e da numero uno tra le italiane solo nel 2009).
Il 15 dicembre riceve, insieme alle amiche e colleghe Roberta Vinci e Francesca Schiavone, il Collare d'oro al merito sportivo conferitole dal CONI per avere portato l'Italia alla vittoria della Fed Cup nel 2013.

### 2015: vittoria agli US Open,best rankinge ritiro
Inizia la stagione rappresentando, per il secondo anno consecutivo, l'Italia alla Hopman Cup insieme a Fabio Fognini. Tuttavia rimedia sconfitte sia contro gli Stati Uniti, battuta 0-6 6-3 6-0 da Serena Williams, sia contro la Repubblica Ceca, superata 7-5 6-3 da Lucie Šafářová. Anche nell'ultima sfida contro il Canada viene sconfitta da Eugenie Bouchard per 6-3 6-4, chiudendo quindi la competizione in singolare senza neanche una vittoria.
Prende poi parte al primo torneo WTA della stagione a Sydney come ottava testa di serie, uscendo però subito al primo turno contro Cvetana Pironkova. Anche agli Australian Open, dove difendeva i quarti del 2014, viene battuta all'esordio da Camila Giorgi per 1-6 6-2 6-3 in un derby tutto italiano; nel torneo di doppio invece, in coppia con Martina Hingis, non va oltre gli ottavi di finale.
La prima vittoria stagionale arriva nel ricco torneo di Dubai, dove batte in rimonta Julia Görges 2-6 7-6 6-4 (annullandole quattro match point), la qualificata Qiang Wang 6-3 7-5 e la numero undici del mondo Angelique Kerber 6-2 3-6 6-1; nei quarti di finale è invece costretta a cedere alla nº 5 del mondo Caroline Wozniacki per 7-5 6-0. Nel seguente torneo di Doha batte al primo turno Svetlana Kuznecova 3-6 6-4 6-2 ma, negli ottavi di finale, viene travolta da Agnieszka Radwańska per 6-1 6-1 anche a causa di un affaticamento alla coscia destra rimediato nel match d'esordio.
Arriva ad Indian Wells da campionessa in carica e disputa un buon torneo: dopo un bye al primo turno elimina in sequenza Madison Brengle 6-4 6-2, Samantha Stosur 6-4 6-2 e negli ottavi la numero due del mondo Marija Šarapova 3-6 6-3 6-2, prima di farsi sorprendere nei quarti di finale da Sabine Lisicki che la batte 6-4 6-7 7-6 (non sfruttando tre match-point); inoltre l'uscita dei punti della vittoria del 2014 la fanno scendere al nº 28 della classifica mondiale. Anche a Miami riceve un bye all'esordio, battendo successivamente in rimonta Cvetana Pironkova 6-7 6-3 6-3 e Viktoryja Azaranka 7-6 7-6, mentre negli ottavi di finale deve arrendersi alla numero tre del mondo Simona Halep per 6-3 7-5. La settimana successiva viene convocata in Fed Cup per la sfida di play-off contro gli Stati Uniti battendo nettamente Christina McHale 6-1 6-1 e, insieme a Sara Errani, la coppia di doppio formata da Serena Williams e Alison Riske per 6-0 6-3; l'Italia rimane così nel gruppo mondiale.

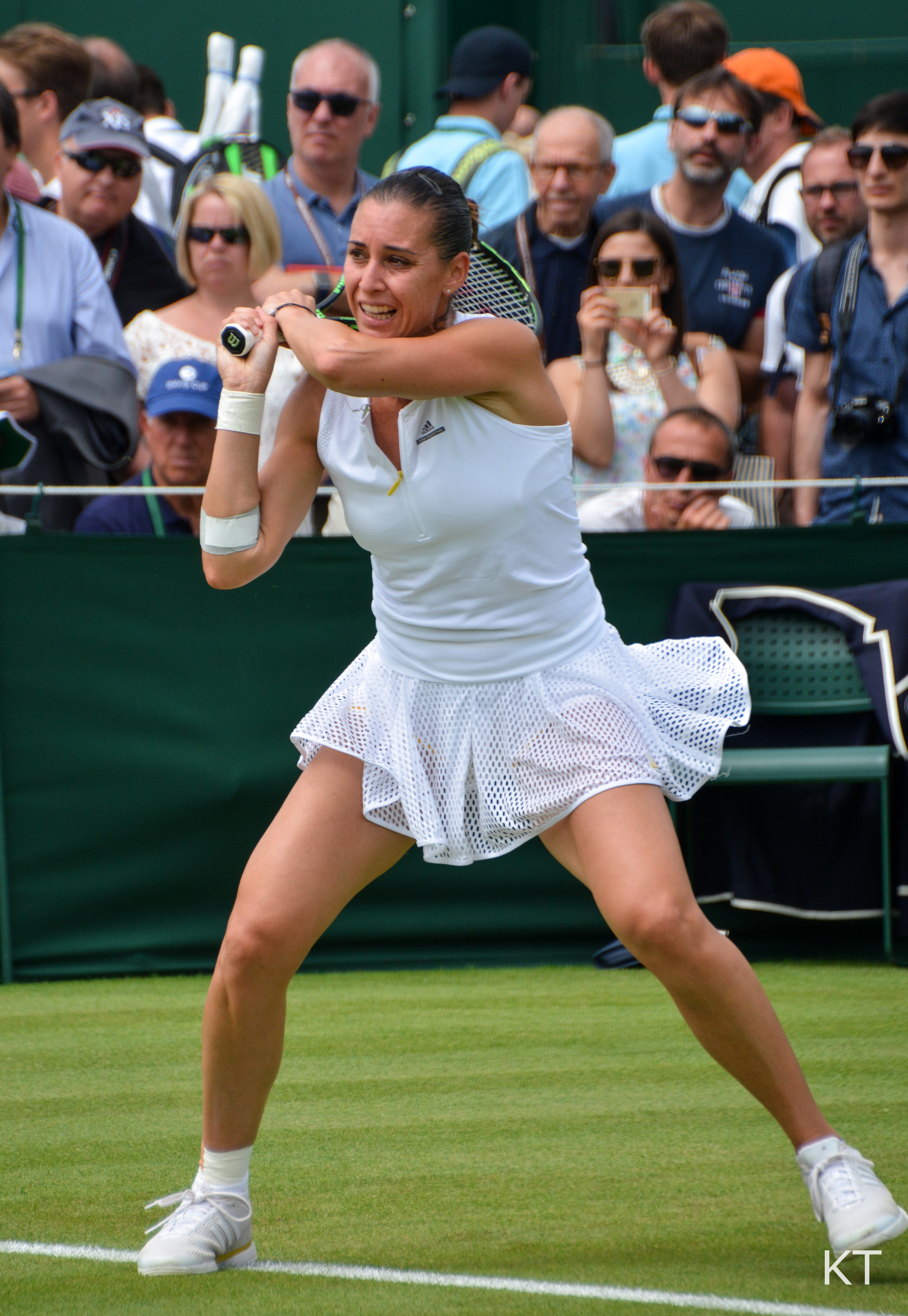
Flavia Pennetta a Wimbledon 2015

Inaugura la stagione su terra battuta raggiungendo i quarti di finale a Marrakech, mentre a Madrid viene sconfitta al primo turno da Andrea Petković. Anche nel torneo casalingo di Roma, agli Internazionali d'Italia, viene battuta all'esordio da Elina Svitolina per 6-4 6-2. Al Roland Garros raggiunge invece gli ottavi di finale per la terza volta in carriera battendo Magda Linette 6-3 5-7 6-1, Magdaléna Rybáriková 6-2 6-0 e la nº 8 del mondo Carla Suárez Navarro 6-3 6-4, prima di cedere con lo stesso punteggio a Garbiñe Muguruza; in doppio fa ancora meglio, spingendosi fino ai quarti di finale in coppia con la taiwanese Hsieh Su-wei.
Nel torneo Premier su erba di Eastbourne, dopo un bye all'esordio, si fa sorprendere da Svetlana Kuznecova che la batte per 6-3 6-4. Le cose non vanno meglio a Wimbledon, sconfitta al primo turno da Zarina Dijas per 6-3 2-6 6-4; in doppio invece raggiunge ancora i quarti di finale sempre in coppia con Hsieh Su-wei e, grazie a questo risultato, rientra nella Top 10 della classifica di doppio per la prima volta dal 2011.
Dopo essere stata eliminata all'esordio a New Haven si presenta agli US Open come 26ª testa di serie: supera il primo turno con qualche difficoltà battendo Jarmila Gajdošová 6-1 3-6 6-1, successivamente elimina Monica Niculescu per 6-1 6-4 e la ceca Petra Cetkovská 1-6 6-1 6-4; batte poi Samantha Stosur per 6-4 6-4 (che nel turno precedente aveva fermato Sara Errani) volando ai quarti di finale per la settima volta in carriera. Riesce ad accedere alle semifinali battendo inaspettatamente la numero quattro del mondo Petra Kvitová 4-6 6-4 6-2 e supera anche la numero due del mondo Simona Halep con un netto 6-1 6-3, agguantando la prima finale Slam della carriera. Il 12 settembre 2015, giorno della finale, batte l'amica e connazionale Roberta Vinci per 7-6 6-2 in uno storico derby italiano (la Vinci aveva eliminato la numero uno del ranking Serena Williams in semifinale), vincendo così il suo primo torneo del Grande Slam in carriera. Pennetta diviene così la seconda tennista italiana (dopo Francesca Schiavone) a trionfare in un torneo dello Slam, nonché la più anziana in assoluto nella storia del tennis mondiale a vincere, all'età di 33 anni, il primo titolo Slam. Durante la premiazione decide inoltre di comunicare ufficialmente l'intenzione di ritirarsi dalle competizioni, ma di volere comunque terminare la stagione. Grazie allo storico trionfo americano rientra nella Top10 mondiale in singolare alla ottava posizione, suo nuovo best-ranking, per la prima volta dal 2010.
La settimana successiva, grazie alla mancata difesa del torneo di Tokyo da parte della campionessa in carica Ana Ivanović, migliora il suo best-ranking salendo in settima posizione nel ranking WTA; il 28 settembre ritocca ulteriormente la miglior posizione in classifica mondiale di sempre scalando in sesta posizione.
A distanza di quasi un mese dalla vittoria a New York torna in campo nell'ultimo Premier Mandatory dell'anno a Pechino, dove batte all'esordio la wild-card di casa Han Xinyun 7-5 4-6 6-4, supera poi Teliana Pereira 3-6 6-0 6-4 raggiungendo così gli ottavi di finale, dove però viene rimontata e battuta da Anastasija Pavljučenkova per 3-6 6-4 6-3. Al fine di ottenere i punti necessari per qualificarsi al Masters di Singapore chiede e ottiene una wild card per il torneo di Tientsin, dove partecipa come testa di serie numero uno, ma viene sorprendentemente sconfitta all'esordio per 6-3 7-5 da Ljudmyla Kičenok, numero 404 del ranking. La qualificazione matematica arriva però nel seguente torneo di Mosca, grazie alla vittoria su Dar'ja Gavrilova per 6-2 6-4 negli ottavi di finale; nei quarti decide quindi di ritirarsi precauzionalmente per essere al top della forma in vista delle WTA Finals. Pennetta diventa così la terza tennista italiana di sempre a qualificarsi al Masters di fine anno dopo Francesca Schiavone (2010) e Sara Errani (2012-2013).
Vola quindi a Singapore per giocare il torneo d'élite riservato alle migliori otto giocatrici della stagione (nonché l'ultimo della sua carriera). Qualificata come settima, viene inserita nel gruppo rosso: esordisce negativamente cedendo a Simona Halep con un netto 6-0 6-3, mentre si riscatta contro Agnieszka Radwańska battendola per 7-6 6-4; nel terzo incontro cede invece anche a Maria Sharapova per 7-5 6-1, venendo così eliminata dal torneo. La partita persa contro la russa è stata anche l'ultima della sua carriera.
Come già annunciato dopo il trionfo agli U.S. Open lascia il tennis all'età di 33 anni, dopo ben quindici anni di competizioni, 59 finali tra singolo e doppio, 11 titoli WTA in singolo e 17 in doppio.

## Dopo il ritiro
È stata invitata in varie occasioni come commentatrice e opinionista per Sky Sport ed Eurosport durante i grandi eventi di tennis.
Ha partecipato agli Open di Francia 2022 al torneo di doppio Leggende, in coppia con Francesca Schiavone, aggiudicandosi il trofeo superando in finale Dulko/Sabatini.

## Vita privata
Quando era sedicenne ebbe una relazione sentimentale con il tennista italiano Florian Allgauer e poi è stata fidanzata con il tennista spagnolo Carlos Moyá.
Si è sposata l'11 giugno 2016 con il tennista Fabio Fognini e il 19 maggio 2017 è nato il primo figlio della coppia, Federico, così chiamato in memoria dell'amico Federico Luzzi, tennista aretino morto nel 2008 a 28 anni a causa di una leucemia fulminante. Il 23 dicembre 2019 è nata la secondogenita, Farah. Il 19 novembre 2021, a Barcellona, la tennista ha partorito un'altra figlia, Flaminia.

## Stile di gioco
Flavia Pennetta era una giocatrice che prediligeva il gioco da fondo campo. Giocava il dritto con la destra e il rovescio a due mani. La superficie dove ha ottenuto i migliori risultati è il cemento.
Il suo dritto tendeva a rimanere corto, permettendo spesso all'avversaria di metterla in difficoltà. Il suo colpo migliore era, invece, il rovescio: con esso, infatti, riusciva a trovare traiettorie molto angolate, un'ottima profondità e velocità. Malgrado in singolare non scendesse spesso a rete, aveva una buona volée, anche grazie ai successi ottenuti in doppio. La prima di servizio di Flavia era abbastanza potente e non erano rari gli ace. La seconda di servizio, invece, rimaneva corta ed era attaccabile. Eseguiva diverse volte durante i match delle variazioni, come palle corte e pallonetti. Fisicamente Flavia Pennetta era una delle tenniste più in forma del circuito e aveva una buona resistenza. Uno dei punti deboli della tennista italiana era la forza mentale (aspetto su cui la tennista migliorò comunque negli anni): spesso tendeva a esternare in campo le emozioni, abbassando così il suo rendimento di gioco.

## Statistiche

### Singolare

#### Vittorie (11)
| Legenda: Prima del 2009     | Legenda: Dal 2009     |
| --------------------------- | --------------------- |
| Grande Slam (1)             |                       |
| WTA Championships (0)       |                       |
| Tournament of Champions (0) |                       |
| Tier I (0)                  | Premier Mandatory (1) |
| Tier II (0)                 | Premier 5 (0)         |
| Tier III (6)                | Premier (1)           |
| Tier IV & V (0)             | International (2)     |

| No. | Data              | Torneo                                       | Superficie  | Avversaria in finale   | Punteggio     |
| 1.  | 14 agosto 2004    | Orange Prokom Open, Sopot                    | Terra rossa | Klára Zakopalová       | 7-5, 3-6, 6-3 |
| 2.  | 20 febbraio 2005  | Copa Colsanitas, Bogotà                      | Terra rossa | Lourdes Domínguez Lino | 7-6, 6-4      |
| 3.  | 27 febbraio 2005  | Abierto Mexicano Telcel, Acapulco (1)        | Terra rossa | Ľudmila Cervanová      | 3-6, 7-5, 6-3 |
| 4.  | 14 ottobre 2007   | PTT Bangkok Open, Bangkok                    | Cemento     | Yung-Jan Chan          | 6-1, 6-3      |
| 5.  | 17 febbraio 2008  | Cachantún Cup, Viña del Mar                  | Terra rossa | Klára Zakopalová       | 6-4, 5-4 rit. |
| 6.  | 1º marzo 2008     | Abierto Mexicano Telcel, Acapulco (2)        | Terra rossa | Alizé Cornet           | 6-0, 4-6, 6-1 |
| 7.  | 19 luglio 2009    | Internazionali Femminili di Palermo, Palermo | Terra rossa | Sara Errani            | 6-1, 6-2      |
| 8.  | 9 agosto 2009     | East West Bank Classic, Los Angeles          | Cemento     | Samantha Stosur        | 6-4, 6-3      |
| 9.  | 11 aprile 2010    | Andalucia Tennis Experience, Marbella        | Terra rossa | Carla Suárez Navarro   | 6-2, 4-6, 6-3 |
| 10. | 16 marzo 2014     | BNP Paribas Open, Indian Wells               | Cemento     | Agnieszka Radwańska    | 6-2, 6-1      |
| 11. | 12 settembre 2015 | US Open, New York                            | Cemento     | Roberta Vinci          | 7-6(4), 6-2   |

#### Sconfitte (14)
| Legenda: Prima del 2009     | Legenda: Dal 2009     |
| --------------------------- | --------------------- |
| Grande Slam (0)             |                       |
| WTA Championships (0)       |                       |
| Tournament of Champions (1) |                       |
| Tier I (0)                  | Premier Mandatory (0) |
| Tier II (2)                 | Premier 5 (0)         |
| Tier III (5)                | Premier (0)           |
| Tier IV & V (1)             | International (5)     |

| N.  | Data             | Torneo                                           | Superficie  | Avversaria in finale    | Punteggio          |
| 1.  | 4 marzo 2004     | Abierto Mexicano Telcel, Acapulco (1)            | Terra rossa | Iveta Benešová          | 6(5)-7, 4-6        |
| 2.  | 22 luglio 2004   | Internazionali Femminili di Palermo, Palermo (1) | Terra rossa | Anabel Medina Garrigues | 4-6, 4-6           |
| 3.  | 5 gennaio 2006   | Australian Women's Hardcourt, Gold Coast         | Cemento     | Lucie Šafářová          | 3-6, 6-3, 5-7      |
| 4.  | 23 febbraio 2006 | Copa Colsanitas, Bogotà                          | Terra rossa | Lourdes Domínguez Lino  | 6(3)-7, 4-6        |
| 5.  | 2 marzo 2006     | Abierto Mexicano Telcel, Acapulco (2)            | Terra rossa | Anna-Lena Grönefeld     | 1-6, 6-4, 2-6      |
| 6.  | 1º marzo 2007    | Abierto Mexicano Telcel, Acapulco (3)            | Terra rossa | Émilie Loit             | 6(0)-7, 4-6        |
| 7.  | 24 luglio 2008   | East West Bank Classic, Los Angeles              | Cemento     | Dinara Safina           | 4-6, 2-6           |
| 8.  | 16 ottobre 2008  | Open di Zurigo, Zurigo                           | Cemento (i) | Venus Williams          | 6(1)-7, 2-6        |
| 9.  | 28 febbraio 2009 | Abierto Mexicano Telcel, Acapulco (4)            | Terra rossa | Venus Williams          | 1-6, 2-6           |
| 10. | 9 gennaio 2010   | ASB Classic, Auckland                            | Cemento     | Yanina Wickmayer        | 3-6, 2-6           |
| 11. | 18 luglio 2010   | Internazionali Femminili di Palermo, Palermo (2) | Terra rossa | Kaia Kanepi             | 4-6, 3-6           |
| 12. | 8 gennaio 2012   | ASB Classic, Auckland                            | Cemento     | Jie Zheng               | 6-2, 3-6, 0-2 rit. |
| 13. | 3 marzo 2012     | Abierto Mexicano Telcel, Acapulco (5)            | Terra rossa | Sara Errani             | 7-5, 6(2)-7, 0-6   |
| 14. | 2 novembre 2014  | Tournament of Champions, Sofia                   | Cemento (i) | Andrea Petković         | 6-1, 4-6, 3-6      |

### Doppio

#### Vittorie (17)
| Legenda: Prima del 2009 | Legenda: Dal 2009     |
| ----------------------- | --------------------- |
| Grande Slam (1)         |                       |
| WTA Championships (1)   |                       |
| Tier I (0)              | Premier Mandatory (1) |
| Tier II (1)             | Premier 5 (3)         |
| Tier III (1)            | Premier (3)           |
| Tier IV & V (1)         | International (5)     |

| N.  | Data              | Torneo                                | Superficie      | Partner             | Avversarie in finale                               | Punteggio           |
| 1.  | 14 agosto 2005    | JPMorgan Chase Open, Los Angeles      | Cemento         | Elena Dement'eva    | Angela Haynes Bethanie Mattek                      | 6-2, 6-4            |
| 2.  | 26 febbraio 2006  | Copa Colsanitas, Bogotà               | Terra rossa     | Gisela Dulko        | Ágnes Szávay Jasmin Wöhr                           | 7-6, 6-1            |
| 3.  | 19 aprile 2008    | Estoril Open, Estoril                 | Terra rossa     | Marija Kirilenko    | Mervana Jugić-Salkić İpek Şenoğlu                  | 6-4, 6-4            |
| 4.  | 16 gennaio 2009   | Moorilla Hobart International, Hobart | Cemento         | Gisela Dulko        | Al'ona Bondarenko Kateryna Bondarenko              | 6-2, 7-6(4)         |
| 5.  | 19 giugno 2009    | Ordina Open, 's-Hertogenbosch         | Erba            | Sara Errani         | Michaëlla Krajicek Yanina Wickmayer                | 6-4, 5-7, [13-11]   |
| 6.  | 11 luglio 2009    | Swedish Open, Båstad                  | Terra rossa     | Gisela Dulko        | Nuria Llagostera Vives María José Martínez Sánchez | 6-2, 0-6, [10-5]    |
| 7.  | 4 aprile 2010     | Sony Ericsson Open, Miami             | Cemento         | Gisela Dulko        | Nadia Petrova Samantha Stosur                      | 6-3, 4-6, [10-7]    |
| 8.  | 2 maggio 2010     | Porsche Tennis Grand Prix, Stoccarda  | Terra rossa (i) | Gisela Dulko        | Květa Peschke Katarina Srebotnik                   | 3-6, 7-6(3), [10-5] |
| 9.  | 8 maggio 2010     | Internazionali d'Italia, Roma         | Terra rossa     | Gisela Dulko        | Nuria Llagostera Vives María José Martínez Sánchez | 6-4, 6-2            |
| 10. | 10 luglio 2010    | Swedish Open, Båstad                  | Terra rossa     | Gisela Dulko        | Renata Voráčová Barbora Záhlavová-Strýcová         | 7-6(0), 6-0         |
| 11. | 22 agosto 2010    | Rogers Cup, Montréal                  | Cemento         | Gisela Dulko        | Květa Peschke Katarina Srebotnik                   | 7-5, 3-6, [12-10]   |
| 12. | 23 ottobre 2010   | Kremlin Cup, Mosca                    | Cemento (i)     | Gisela Dulko        | Sara Errani María José Martínez Sánchez            | 6-3, 2-6, [10-6]    |
| 13. | 31 ottobre 2010   | WTA Tour Championships, Doha          | Cemento         | Gisela Dulko        | Květa Peschke Katarina Srebotnik                   | 7-5, 6-4            |
| 14. | 28 gennaio 2011   | Australian Open, Melbourne            | Cemento         | Gisela Dulko        | Viktoryja Azaranka Marija Kirilenko                | 2-6, 7-5, 6-1       |
| 15. | 13 ottobre 2013   | HP Open, Osaka                        | Cemento         | Kristina Mladenovic | Samantha Stosur Shuai Zhang                        | 6-4, 6-3            |
| 16. | 27 settembre 2014 | Dongfeng Motor Wuhan Open, Wuhan      | Cemento         | Martina Hingis      | Cara Black Caroline Garcia                         | 6-4, 5-7, [12-10]   |
| 17. | 18 ottobre 2014   | Kremlin Cup, Mosca (2)                | Cemento (i)     | Martina Hingis      | Caroline Garcia Arantxa Parra Santonja             | 6-3, 7-5            |

#### Sconfitte (17)
| Legenda: Prima del 2009 | Legenda: Dal 2009     |
| ----------------------- | --------------------- |
| Grande Slam (2)         |                       |
| WTA Championships (0)   |                       |
| Tier I (2)              | Premier Mandatory (3) |
| Tier II (0)             | Premier 5 (1)         |
| Tier III (1)            | Premier (2)           |
| Tier IV & V (1)         | International (5)     |

| N.  | Data              | Torneo                               | Superficie      | Partner                | Avversarie in finale                               | Punteggio            |
| 1.  | 10 settembre 2005 | US Open, New York                    | Cemento         | Elena Dement'eva       | Lisa Raymond Samantha Stosur                       | 2-6, 7-5, 3-6        |
| 2.  | 14 maggio 2006    | Qatar Telecom German Open, Berlino   | Terra rossa     | Elena Dement'eva       | Yan Zi Zheng Jie                                   | 2-6, 3-6             |
| 3.  | 22 febbraio 2007  | Copa Colsanitas, Bogotà              | Terra rossa     | Roberta Vinci          | Lourdes Domínguez Lino Paola Suárez                | 6-1, 3-6, [9-11]     |
| 4.  | 14 giugno 2007    | Barcelona Ladies Open, Barcellona    | Terra rossa     | Lourdes Domínguez Lino | Arantxa Parra Santonja Nuria Llagostera Vives      | 6(3)-7, 6-2, [10-12] |
| 5.  | 31 luglio 2008    | Rogers Cup, Montréal                 | Cemento         | Marija Kirilenko       | Cara Black Liezel Huber                            | 1-6, 1-6             |
| 6.  | 22 febbraio 2009  | Copa Colsanitas, Bogotà              | Terra rossa     | Gisela Dulko           | Nuria Llagostera Vives María José Martínez Sánchez | 5-7, 6-3, [7-10]     |
| 7.  | 3 maggio 2009     | Porsche Tennis Grand Prix, Stoccarda | Terra rossa (i) | Gisela Dulko           | Bethanie Mattek-Sands Nadia Petrova                | 7-5, 3-6, [7-10]     |
| 8.  | 15 maggio 2010    | Mutua Madrileña Madrid Open, Madrid  | Terra rossa     | Gisela Dulko           | Serena Williams Venus Williams                     | 2-6, 5-7             |
| 9.  | 9 ottobre 2010    | China Open, Pechino                  | Cemento         | Gisela Dulko           | Chia-Jung Chuang Vol'ha Havarcova                  | 6(2)-7, 6-1, [7-10]  |
| 10. | 18 giugno 2011    | UNICEF Open, 's-Hertogenbosch        | Erba            | Dominika Cibulková     | Klára Zakopalová Barbora Záhlavová-Strýcová        | 6-1, 4-6, [7-10]     |
| 11. | 1º ottobre 2011   | Toray Pan Pacific Open, Tokyo        | Cemento         | Gisela Dulko           | Liezel Huber Lisa Raymond                          | 6(4)-7, 6-0, [6-10]  |
| 12. | 8 ottobre 2011    | China Open, Pechino                  | Cemento         | Gisela Dulko           | Katarina Srebotnik Květa Peschke                   | 3-6, 4-6             |
| 13. | 7 gennaio 2012    | ASB Classic, Auckland                | Cemento         | Julia Görges           | Andrea Hlaváčková Lucie Hradecká                   | 7-6(2), 2-6, [7-10]  |
| 14. | 15 aprile 2012    | Barcelona Ladies Open, Barcellona    | Terra rossa     | Francesca Schiavone    | Sara Errani Roberta Vinci                          | 0-6, 2-6             |
| 15. | 21 luglio 2013    | Swedish Open, Båstad                 | Terra rossa     | Alexandra Dulgheru     | Anabel Medina Garrigues Klára Zakopalová           | 1-6, 4-6             |
| 16. | 21 giugno 2014    | AEGON International, Eastbourne      | Erba            | Martina Hingis         | Chan Yung-jan Chan Hao-ching                       | 3-6, 7-5, [7-10]     |
| 17. | 6 settembre 2014  | US Open, New York                    | Cemento         | Martina Hingis         | Elena Vesnina Ekaterina Makarova                   | 6-2, 3-6, 2-6        |

### Titoli ITF (16)
Singolare (7)

| N. | Data              | Torneo                | Superficie  | Avversaria in finale | Punteggio     |
| 1. | 28 marzo 1999     | Cagliari, Italia      | Terra rossa | Andrea Masaryková    | 7-5, 7-5      |
| 2. | 20 giugno 1999    | Grado, Italia         | Terra rossa | Martina Suchá        | 1-6, 6-4, 7-5 |
| 3. | 3 febbraio 2002   | Ortisei, Italia       | Sintetico   | Angelika Bachmann    | 7-6, 3-6, 6-3 |
| 4. | 24 marzo 2002     | Roma Lanciani, Italia | Terra rossa | Alexandra Kravets    | 6-4, 6-0      |
| 5. | 8 settembre 2002  | Fano, Italia          | Terra rossa | Mara Santangelo      | 3-6, 6-4, 6-0 |
| 6. | 22 settembre 2002 | Biella, Italia        | Terra rossa | Sandra Kleinová      | 6-3, 6-2      |
| 7. | 11 luglio 2004    | Cuneo, Italia         | Terra rossa | Alice Canepa         | 6-4, 6-1      |

Doppio (9)

| N. | Data              | Torneo                    | Superficie  | Partner       | Avversarie in finale                    | Punteggio     |
| 1. | 12 aprile 1998    | Brindisi, Italia          | Terra rossa | Roberta Vinci | Alena Paulenková Gabriela Voleková      | 6-4, 7-6      |
| 2. | 10 maggio 1998    | Quartu Sant'Elena, Italia | Erba        | Roberta Vinci | Giana Gutiérrez Galina Misiuriova       | 6-3, 6-0      |
| 3. | 28 marzo 1999     | Cagliari, Italia          | Terra rossa | Roberta Vinci | Dawn Buth Rebecca Jensen                | 6-3, 4-6, 6-3 |
| 4. | 22 agosto 1999    | Alghero, Italia           | Sintetico   | Roberta Vinci | Sabina Da Ponte Valentina Sassi         | 6-2, 6-1      |
| 5. | 24 marzo 2002     | Roma Lanciani, Italia     | Terra rossa | Claudia Ivone | Caroline Ann Basu Margit Rüütel         | 6-3, 6-4      |
| 6. | 4 agosto 2002     | Brindisi, Italia          | Terra rossa | Andreea Vanc  | Ľubomíra Kurhajcová Lenka Němcová       | 6-3, 6-2      |
| 7. | 18 agosto 2002    | Bronx, Stati Uniti        | Cemento     | Maret Ani     | Shinobu Asagoe Nana Miyagi              | 6-4, 6-1      |
| 8. | 8 settembre 2002  | Fano, Italia              | Terra rossa | Andreea Vanc  | Gul'nara Fattachetdinova Dar'ja Kustova | 7-5, 6-3      |
| 9. | 15 settembre 2002 | Bordeaux, Francia         | Terra rossa | Andreea Vanc  | Sarah Stone Samantha Stosur             | 6-3, 7-5      |

### Fed Cup

#### Vittorie (4)
| N. | Data                   | Luogo                   | Superficie     | Vincitrici                                                        | Finaliste                                                               | Punteggio |          |
| 1. | 16 e 17 settembre 2006 | Charleroi, Belgio       | Cemento Indoor | Francesca Schiavone Flavia Pennetta Mara Santangelo Roberta Vinci | Justine Henin Kirsten Flipkens Caroline Maes Leslie Butkiewicz          | 3 a 2     | Dettagli |
| 2. | 7 e 8 novembre 2009    | Reggio Calabria, Italia | Terra rossa    | Flavia Pennetta Francesca Schiavone Sara Errani Roberta Vinci     | Melanie Oudin Alexa Glatch Liezel Huber Vania King                      | 4 a 0     | Dettagli |
| 3. | 6 e 7 novembre 2010    | San Diego, Stati Uniti  | Cemento indoor | Flavia Pennetta Francesca Schiavone Sara Errani Roberta Vinci     | Melanie Oudin Bethanie Mattek-Sands Liezel Huber Coco Vandeweghe        | 3 a 1     | Dettagli |
| 4. | 1 e 2 novembre 2013    | Cagliari, Italia        | Terra rossa    | Flavia Pennetta Karin Knapp Sara Errani Roberta Vinci             | Aleksandra Panova Irina Chromačëva Alisa Klejbanova Margarita Gasparjan | 4 a 0     | Dettagli |

#### Finali perse (1)
| N. | Data                   | Luogo         | Superficie     | Vincitrici                                                     | Finaliste                                                         | Punteggio |          |
| 1. | 15 e 16 settembre 2007 | Mosca, Russia | Cemento Indoor | Svetlana Kuznecova Anna Čakvetadze Nadia Petrova Elena Vesnina | Francesca Schiavone Mara Santangelo Roberta Vinci Flavia Pennetta | 4 a 0     | Dettagli |

### Rendimento in progressione
| Sigla | Risultato               |
| ----- | ----------------------- |
| V     | Vincitore               |
| F     | Finalista               |
| SF    | Semifinalista           |
| O     | Oro olimpico            |
| A     | Argento olimpico        |
| SF    | Bronzo olimpico         |
| QF    | Quarti di Finale        |
| 4T    | Quarto turno            |
| 3T    | Terzo turno             |
| 2T    | Secondo turno           |
| 1T    | Primo turno             |
| RR    | Round Robin             |
| LQ    | Turno di qualificazione |
| A     | Assente                 |
| ND    | Non disputato           |

| Legenda superfici    |
| -------------------- |
| Cemento              |
| Terra battuta        |
| Erba                 |
| Superficie variabile |

#### Singolare
| Torneo                            | 1997 | 1998 | 1999 | 2000 | 2001 | 2002 | 2003  | 2004  | 2005  | 2006  | 2007  | 2008  | 2009  | 2010  | 2011  | 2012  | 2013  | 2014  | 2015  | Carriera  |
| --------------------------------- | ---- | ---- | ---- | ---- | ---- | ---- | ----- | ----- | ----- | ----- | ----- | ----- | ----- | ----- | ----- | ----- | ----- | ----- | ----- | --------- |
| Australian Open, Melbourne        | A    | A    | A    | A    | A    | A    | 1T    | 1T    | 1T    | 3T    | 1T    | 2T    | 3T    | 2T    | 4T    | 1T    | A     | QF    | 1T    | 0         |
| Roland Garros, Parigi             | A    | A    | A    | A    | A    | A    | 3T    | 1T    | 3T    | 3T    | 1T    | 4T    | 1T    | 4T    | 1T    | 3T    | 1T    | 2T    | 4T    | 0         |
| Wimbledon, Londra                 | A    | A    | A    | A    | A    | A    | 2T    | 1T    | 4T    | 4T    | 1T    | 2T    | 3T    | 3T    | 3T    | 1T    | 4T    | 2T    | 1T    | 0         |
| US Open, New York                 | A    | A    | A    | A    | A    | A    | 1T    | 1T    | 1T    | A     | 2T    | QF    | QF    | 3T    | QF    | A     | SF    | QF    | V     | 1         |
| WTA Tour Championships            | A    | A    | A    | A    | A    | A    | A     | A     | A     | A     | A     | A     | A     | A     | A     | A     | A     | A     | RR    | 0         |
| Finali disputate                  | 0    | 0    | 0    | 0    | 0    | 0    | 0     | 3     | 2     | 3     | 2     | 4     | 3     | 3     | 0     | 2     | 0     | 2     | 1     | 25        |
| Tornei vinti                      | 0    | 0    | 0    | 0    | 0    | 0    | 0     | 0     | 1     | 2     | 0     | 1     | 2     | 2     | 1     | 0     | 0     | 1     | 1     | 11        |
| Record vittorie-sconfitte         | 0-0  | 0-0  | 0-0  | 0-0  | 0-0  | 1-3  | 20-20 | 30-22 | 38-21 | 32-20 | 32-25 | 49-24 | 57-24 | 51-23 | 33-22 | 21-14 | 19-20 | 30-20 | 28-20 | 441 - 278 |
| Posizione nel Ranking a fine anno | 895  | 659  | 251  | 297  | 289  | 95   | 69    | 38    | 23    | 28    | 39    | 13    | 12    | 24    | 20    | 45    | 31    | 13    | 8     |           |

#### Doppio
| Torneo                            | 1997 | 1998 | 1999 | 2000  | 2001 | 2002 | 2003 | 2004  | 2005  | 2006  | 2007  | 2008  | 2009  | 2010  | 2011  | 2012  | 2013  | 2014  | 2015 | Carriera |
| --------------------------------- | ---- | ---- | ---- | ----- | ---- | ---- | ---- | ----- | ----- | ----- | ----- | ----- | ----- | ----- | ----- | ----- | ----- | ----- | ---- | -------- |
| Australian Open, Melbourne        | A    | A    | A    | A     | A    | A    | 1T   | 1T    | 2T    | 3T    | 3T    | QF    | 3T    | QF    | V     | 3T    | A     | 2T    | 3T   | 1        |
| Roland Garros, Parigi             | A    | A    | A    | A     | A    | A    | 1T   | A     | 2T    | 2T    | 1T    | 2T    | 4T    | QF    | QF    | 3T    | 2T    | 3T    | QF   | 0        |
| Wimbledon, Londra                 | A    | A    | A    | A     | A    | A    | 1T   | 2T    | 1T    | 3T    | 2T    | 2T    | 1T    | SF    | 1T    | SF    | 2T    | 3T    | QF   | 0        |
| US Open, New York                 | A    | A    | A    | A     | A    | A    | 1T   | 3T    | F     | A     | 2T    | 1T    | 1T    | QF    | 3T    | A     | 3T    | F     | SF   | 0        |
| WTA Tour Championships            | A    | A    | A    | A     | A    | A    | A    | A     | A     | A     | A     | A     | A     | V     | SF    | A     | A     | A     |      | 1        |
| Finali disputate                  | 0    | 0    | 0    | 0     | 0    | 0    | 0    | 0     | 2     | 2     | 2     | 2     | 5     | 9     | 4     | 2     | 2     | 4     | 0    | 38       |
| Tornei vinti                      | 0    | 0    | 0    | 0     | 0    | 0    | 0    | 1     | 1     | 0     | 1     | 3     | 7     | 1     | 0     | 1     | 0     | 2     | 0    | 17       |
| Record vittorie-sconfitte         | 0    | 10-5 | 14-7 | 10-15 | 8-11 | 6-14 | 9-15 | 10-15 | 22-17 | 22-12 | 22-25 | 34-22 | 32-17 | 52-14 | 31-16 | 22-14 | 18–17 | 29-15 |      | 388-241  |
| Posizione nel ranking a fine anno | 690  | 533  | 252  | 168   | 323  | 136  | 111  | 101   | 22    | 32    | 37    | 22    | 29    | 2     | 8     | 30    | 32    | 14    | 21   |          |

#### Doppio misto nei tornei del Grande Slam
| Torneo                     | 2006 | 2007 | 2008 | 2009 | 2010 | 2011 | 2012 | 2013 | 2014 |
| -------------------------- | ---- | ---- | ---- | ---- | ---- | ---- | ---- | ---- | ---- |
| Australian Open, Melbourne | 1T   | A    | A    | 2T   | SF   | A    | A    | A    | A    |
| Roland Garros, Parigi      | A    | A    | A    | 2T   | A    | 1T   | A    | A    | A    |
| Wimbledon, Londra          | 3T   | 1T   | 2T   | 1T   | 1T   | A    | A    | 2T   | A    |
| US Open, New York          | A    | A    | QF   | 2T   | A    | 1T   | A    | A    | A    |

## Vittorie contro giocatrici top 10
| Stagione | 2005 | 2006 | 2007 | 2008 | 2009 | 2010 | 2011 | 2012 | 2013 | 2014 | 2015 | Totale |
| -------- | ---- | ---- | ---- | ---- | ---- | ---- | ---- | ---- | ---- | ---- | ---- | ------ |
| Vittorie | 1    | 0    | 1    | 3    | 6    | 2    | 5    | 0    | 1    | 4    | 5    | 28     |

| #    | Giocatrice              | Ranking | Evento                            | Superficie      | Turno | Punteggio           | Rank. FPR |
| ---- | ----------------------- | ------- | --------------------------------- | --------------- | ----- | ------------------- | --------- |
| 2005 |                         |         |                                   |                 |       |                     |           |
| 1.   | Justine Henin           | 5       | Filderstadt Open, Filderstadt     | Cemento (i)     | 2T    | 6-4, 6-3            | 30        |
| 2007 |                         |         |                                   |                 |       |                     |           |
| 2.   | Venus Williams (1)      | 8       | Bangkok Open, Bangkok             | Cemento         | SF    | 6-4, 7-6(8)         | 49        |
| 2008 |                         |         |                                   |                 |       |                     |           |
| 3.   | Venus Williams (2)      | 7       | Open di Francia, Parigi           | Terra rossa     | 3T    | 6-4, 6-3            | 30        |
| 4.   | Venus Williams (3)      | 8       | Kremlin Cup, Mosca                | Cemento (i)     | 1T    | 6-4, 2-6, 6-4       | 18        |
| 5.   | Jelena Janković (1)     | 1       | Zurich Open, Zurigo               | Cemento (i)     | 2T    | 5-7, 6-3, 6-3       | 17        |
| 2009 |                         |         |                                   |                 |       |                     |           |
| 6.   | Nadia Petrova (1)       | 10      | Stuttgart Open, Stoccarda         | Terra rossa (i) | 2T    | 6-2, 6-2            | 14        |
| 7.   | Jelena Janković (2)     | 4       | Stuttgart Open, Stoccarda         | Terra rossa (i) | QF    | 2-6, 6-4, 6-4       | 14        |
| 8.   | Nadia Petrova (2)       | 10      | LA Championships, Los Angeles     | Cemento         | 3T    | 6-3, 6-3            | 14        |
| 9.   | Vera Zvonarëva (1)      | 7       | LA Championships, Los Angeles     | Cemento         | QF    | 6-4, 6-2            | 14        |
| 10.  | Venus Williams (4)      | 3       | Cincinnati Open, Cincinnati       | Cemento         | 3T    | 7-6(2), 6-4         | 12        |
| 11.  | Vera Zvonarëva (2)      | 7       | US Open, New York                 | Cemento         | 4T    | 3-6, 7-6(6), 6-0    | 10        |
| 2010 |                         |         |                                   |                 |       |                     |           |
| 12.  | Samantha Stosur (1)     | 5       | San Diego Open, San Diego         | Cemento         | QF    | 6-4, 6-3            | 15        |
| 13.  | Vera Zvonarëva (3)      | 10      | Cincinnati Open, Cincinnati       | Cemento         | 3T    | 6-4, 6-3            | 18        |
| 2011 |                         |         |                                   |                 |       |                     |           |
| 14.  | Vera Zvonarëva (4)      | 2       | Sydney International, Sydney      | Cemento         | 2T    | 7-5, 7-5            | 24        |
| 15.  | Samantha Stosur (2)     | 5       | Fed Cup, Hobart                   | Cemento         | QF    | 7-6(5), 6(5)-7, 6-4 | 16        |
| 16.  | Viktoryja Azaranka      | 9       | Dubai Tennis Championships, Dubai | Cemento         | 3T    | 6-3, 6(2)-7, 6-4    | 18        |
| 17.  | Marija Šarapova (1)     | 4       | US Open, New York                 | Cemento         | 3T    | 6-3, 3-6, 6-4       | 25        |
| 18.  | Caroline Wozniacki      | 1       | China Open, Pechino               | Cemento         | QF    | 3-6, 6-0, 7-6(0)    | 26        |
| 2013 |                         |         |                                   |                 |       |                     |           |
| 19.  | Sara Errani             | 5       | US Open, New York                 | Cemento         | 2T    | 6-3, 6-1            | 83        |
| 2014 |                         |         |                                   |                 |       |                     |           |
| 20.  | Angelique Kerber        | 9       | Australian Open, Melbourne        | Cemento         | 4T    | 6-1, 4-6, 7-5       | 29        |
| 21.  | Agnieszka Radwańska (1) | 3       | Dubai Tennis Championships, Dubai | Cemento         | 2T    | 6-4, 6-1            | 22        |
| 22.  | Li Na                   | 2       | Indian Wells Open, Indian Wells   | Cemento         | SF    | 7-6(5), 6-3         | 21        |
| 23.  | Agnieszka Radwańska (2) | 3       | Indian Wells Open, Indian Wells   | Cemento         | F     | 6-2, 6-1            | 21        |
| 2015 |                         |         |                                   |                 |       |                     |           |
| 24.  | Marija Šarapova (2)     | 2       | Indian Wells Open, Indian Wells   | Cemento         | 4T    | 3-6, 6-3, 6-2       | 16        |
| 25.  | Carla Suárez Navarro    | 8       | Open di Francia, Parigi           | Terra rossa     | 3T    | 6-3, 6-4            | 28        |
| 26.  | Petra Kvitová           | 4       | US Open, New York                 | Cemento         | QF    | 4-6, 6-4, 6-2       | 26        |
| 27.  | Simona Halep            | 2       | US Open, New York                 | Cemento         | SF    | 6-1, 6-3            | 26        |
| 28.  | Agnieszka Radwańska (3) | 6       | WTA Finals, Singapore             | Cemento (i)     | RR    | 7-6(5), 6-4         | 8         |